# 阿兰·普罗斯特
阿兰·瑪麗·帕斯卡·普罗斯特（法語：Alain Marie Pascal Prost，1955年2月24日—），法国赛车手，四屆一级方程式世界车手冠军，有「教授」之稱。
退役后，他于1997年组建自己的私人車隊普罗斯特车队（Prost Grand Prix）参加F1比赛，但是该车队在2001年宣布破产。2017年至2021年他在雷诺/阿尔派车队担任特别顾问。

## 早年經歷

### 初階方程式時代
普罗斯特自幼即參加卡丁車賽，1973年他獲得了法國以及歐洲卡丁車賽的總冠軍。
1976年，普罗斯特進入了雷諾方程式（Formula Renault），次年即獲得總冠軍，並且於1978、1979年連續獲得法國F3以及歐洲F3的總冠軍。

## 一级方程式

### 迈凯伦车队時代

#### 1980年
1980年，普罗斯特加入迈凯伦车队（McLaren f1 Team），當時的迈凯伦车队並不是一支具有競爭力的車隊，但是普罗斯特第一場比賽即以第六名完賽奪取積分。本年度普罗斯特取得五分的積分，由於迈凯伦车队的賽車性能相當的不可靠，因此本年度賽季結束之後，普罗斯特放棄車隊的合約，轉投雷諾車隊（Renault F1 Team）。

### 雷諾車隊時代

#### 1981年
1981年，普罗斯特轉投雷諾車隊，在法國站，普罗斯特在自己的祖國贏取了他的第一座分站冠軍，全年他奪得了三座分站冠軍，年度排名第五。

#### 1982年
1982年，普罗斯特從開幕站起連續獲得兩座分站冠軍，震驚四方，但可惜雷諾車隊的渦輪引擎這時穩定性太差，普罗斯特接下來連續七場比賽竟然都無法完賽，最終只以年度第四名結束本年賽季。
第十二站德國站的排位賽，在大雨中，法拉利車隊（Ferrari）的迪德·皮洛尼從後方撞上了普罗斯特，皮洛尼的賽車被彈入高空，導致皮洛尼雙腿嚴重骨折，也結束了他的賽車生涯。這起事故使得普罗斯特從此以後對在雨天比賽極為敏感。

#### 1983年

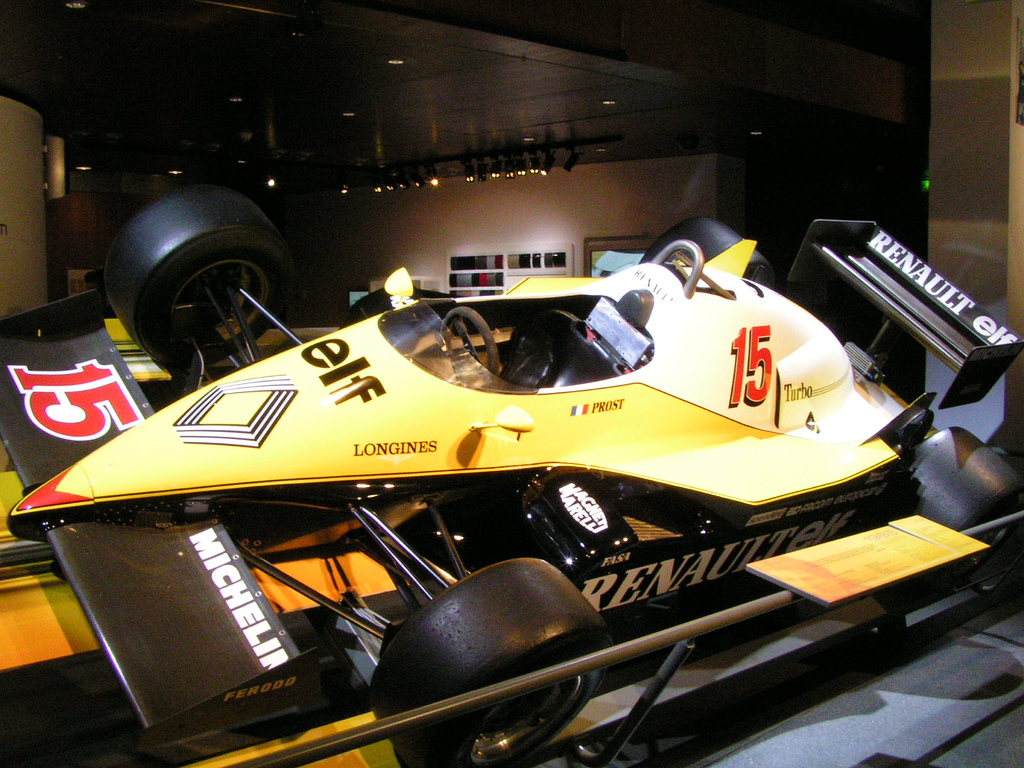
阿兰·普罗斯特1983年所駕駛幾乎封王的雷諾RE40賽車

1983年，普罗斯特在最後一站南非站前，仍以兩分的優勢領先巴西車手尼爾遜·畢奇（Nelson Piquet），在積分榜上領先，但不幸在比賽中途渦輪引擎再度出問題而退出比賽，因此被畢奇逆轉封王。
本賽季普罗斯特和隊友法國車手勒内·阿尔努的明爭暗鬥愈演愈烈，主因是因為普罗斯特不顧對方是車隊第一車手的緣故，因此影響到了他和車隊之間的關係。本年賽季結束後，普罗斯特結束了和雷諾車隊的賓主關係，回到了迈凯伦车队。

### 迈凯伦车队時代

#### 1984年
1984年，普罗斯特回到了迈凯伦车队，和兩度世界冠軍尼基‧勞達（Niki Lauda）搭擋，最終勞達以72分比71.5分，僅僅0.5分的差距擊敗普罗斯特奪取世界冠軍。
0.5分的差距是因為在本年度摩納哥站時，由於雨勢過大，對於在雨天比賽極為敏感小心的普罗斯特在比賽中，不斷的向大會揮手示意大會出紅旗中止比賽，最終大會中止了比賽，當時領先的普罗斯特雖然因此獲得了分站冠軍，但是由於尚未達成大會要求的圈數，因此本站獲得的積分的車手積分必須減半，普罗斯特原本的9分冠軍積分因此減半成了4.5分，不料這個差距最終導致普罗斯特失去了世界冠軍頭銜。
本年度摩納哥站還有一個插曲，奪得第二名的艾尔顿·塞纳在大會出紅旗的前一圈一直猛烈追擊領先的普罗斯特，但不料大會出紅旗結束比賽，塞纳一直對此事感到耿耿於懷，埋下了兩人未來對決的因子。

#### 1985年

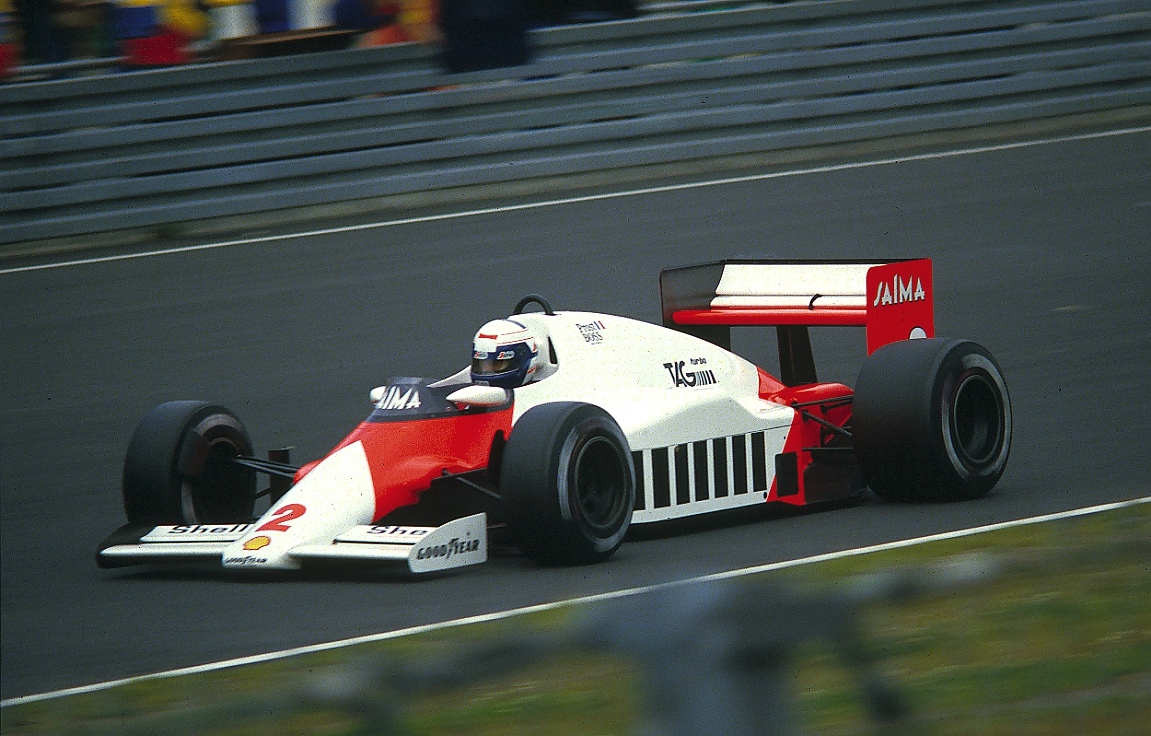
阿兰·普罗斯特在1985年一級方程式賽車巡迴賽德國站駕駛麥凱倫車隊MP4/2B

1985年，連續兩年只差一步就可以奪得世界冠軍的普罗斯特，在賽季後半段拋離了對手之後，很順利的奪下了他生涯第一座世界冠軍。本年度普罗斯特一共獲得了五座分站冠軍，以及76分的積分。

#### 1986年
1986年，本年度普罗斯特、塞纳、皮奎特、以及文素（Nigel Mansell）四位傳奇車手激烈的爭奪世界冠軍寶座。在最後一場澳大利亞站前，文素對各車手仍保有六分以上的領先優勢，但未料在比賽時，領先中的文素輪胎爆胎，使得普罗斯特後來居上奪取本站冠軍，在積分榜上也超前了文素奪下了本年度的世界冠軍。這也是自1960年傑克‧布拉汉姆（Jack Brabham）以來，第一位衛冕世界冠軍成功者。

#### 1987年
1987年，本年普罗斯特僅僅獲得了三座分站冠軍，年度排名落到第四名，但是他在葡萄牙站奪下了個人第28座分站冠軍，打破了傑奇‧史都華（Jackie Stewart）原本保持的F1最多分站冠軍的紀錄。

#### 1988年

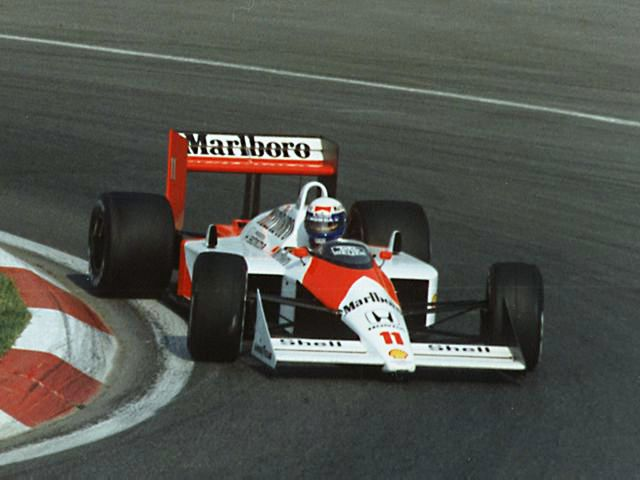
阿兰·普罗斯特代表麥凱倫車隊參加1988年一級方程式賽車巡迴賽加拿大站

1988年塞纳加入了迈凯伦车队，成為普罗斯特的隊友，兩人展開了F1史上一段極為傳奇的對抗。這年迈凯伦车队的競爭力大幅的超前其他車隊，在全年16場賽事中，總共取得了15場分站冠軍。當中塞纳取得了8座，普罗斯特取得了7座。雖然年度總積分普罗斯特以105分勝過塞纳的94分，不過那時候F1只計算全年最佳的11場分站積分，因此塞纳以90分壓過普罗斯特的87分，取得了世界冠軍的頭銜。
這年的葡萄牙站，塞纳在普罗斯特欲超車的時候企圖將對方擠向護牆，令普罗斯特幾乎直接撞牆，使得兩人的關係出現裂痕，日後的競爭逐漸趨向激烈。

#### 1989年
1989年，迈凯伦车队的優勢仍然很明顯，世界冠軍的人選仍然不出塞纳和普罗斯特兩人之間。第二站聖瑪利諾站，塞纳違反了兩人的「君子協定」，兩個人的關係更加緊張，到了這年的倒數第二站日本站，塞纳企圖超越普罗斯特，卻反而和對方撞上，普罗斯特退賽，而塞纳雖然回到賽場上，並且遙遙領先過了終點線，但遭到FIA取消資格，使得普罗斯特得到了世界冠軍。
本年度儘管普罗斯特取得了世界冠軍，但是他和車隊的關係已經惡劣到難以收拾的地步，由於塞纳先前在蓮花車隊（Team Lotus）時已經和引擎供應商本田技研工業（Honda）公司高層建立起良好的關係，本田在兩人的衝突中明顯的偏袒塞纳，給予塞纳較多的資源幫助，迈凯伦车队老闆丹尼斯（Ron Dennis）唯恐失去本田引擎也只好默許，在賽季後半段普罗斯特在車隊裡已失去了他的地位，曾有迈凯伦车队的工作人員形容這個情況：「普罗斯特是一個使用本田引擎的迈凯伦車手，而塞纳則是一位使用迈凯伦底盤的本田車手。」
本年賽季結束後，普罗斯特離開了迈凯伦车队，轉投法拉利車隊。

### 法拉利車隊時代

#### 1990年

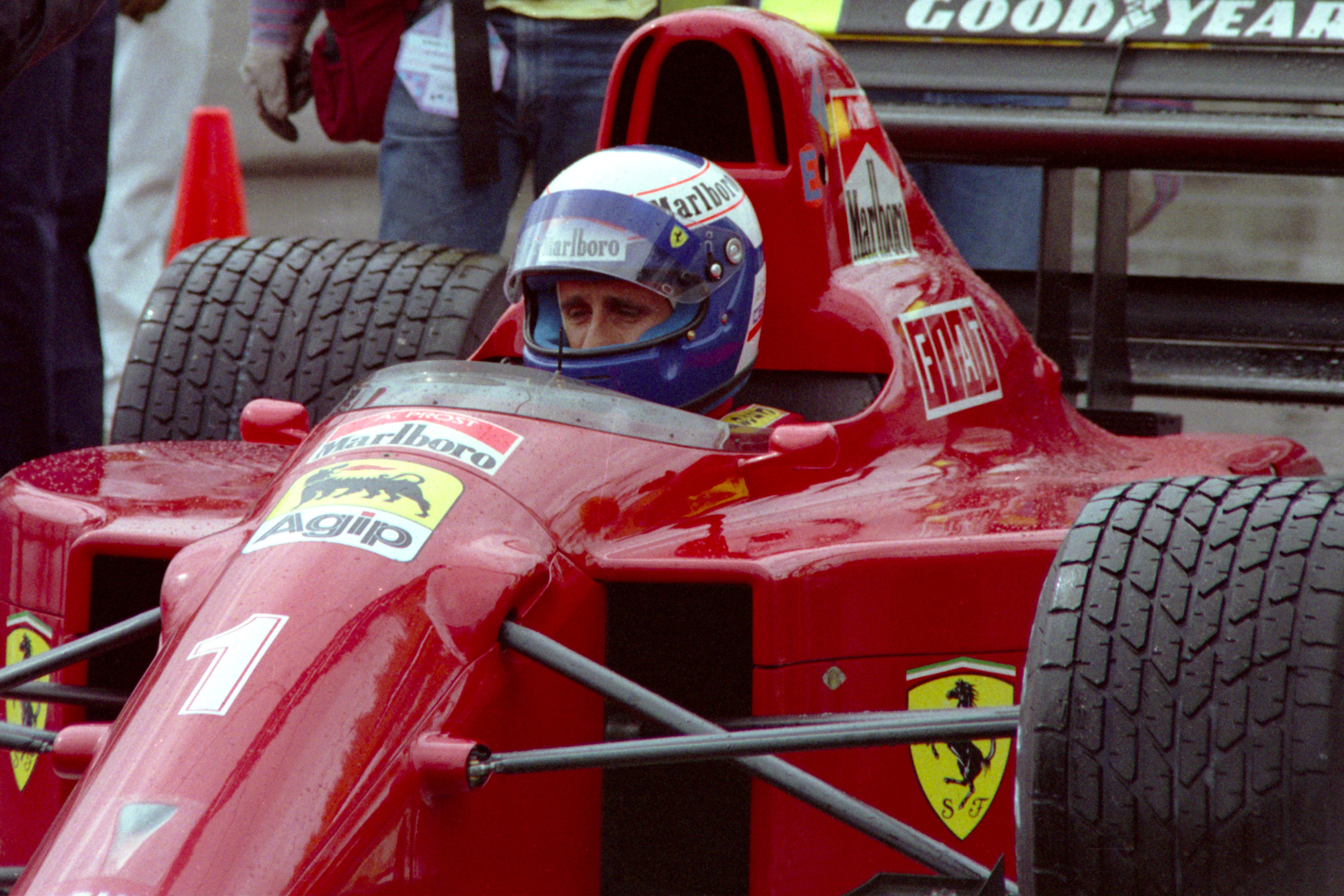
阿兰·普罗斯特加盟法拉利車隊後在一級方程式巡迴賽美國站進行熱身

1990年，本年度普罗斯特帶著「1」號車號轉投法拉利車隊，到了倒數第二站日本站，這時情況和去年相反，普罗斯特必須擊敗塞纳才能保住爭冠機會。排位賽塞纳取得杆位普罗斯特第二，正賽起跑後，普罗斯特取得領先，到了第一個彎角，塞纳直接從後面將普罗斯特撞出賽道，塞纳得到他第二座世界冠軍。
翌年，塞纳承認他在賽前就打定主意若無法取得領先就將對方撞出，目的是為了報復FIA一年前剝奪他到手的分站冠軍。塞纳和普罗斯特兩位傳奇車手為了爭奪冠軍，連續兩年在日本鈴鹿賽車場發生碰撞，結果兩人各獲一次世界冠軍頭銜，但是也讓兩人變得勢不兩立。

#### 1991年

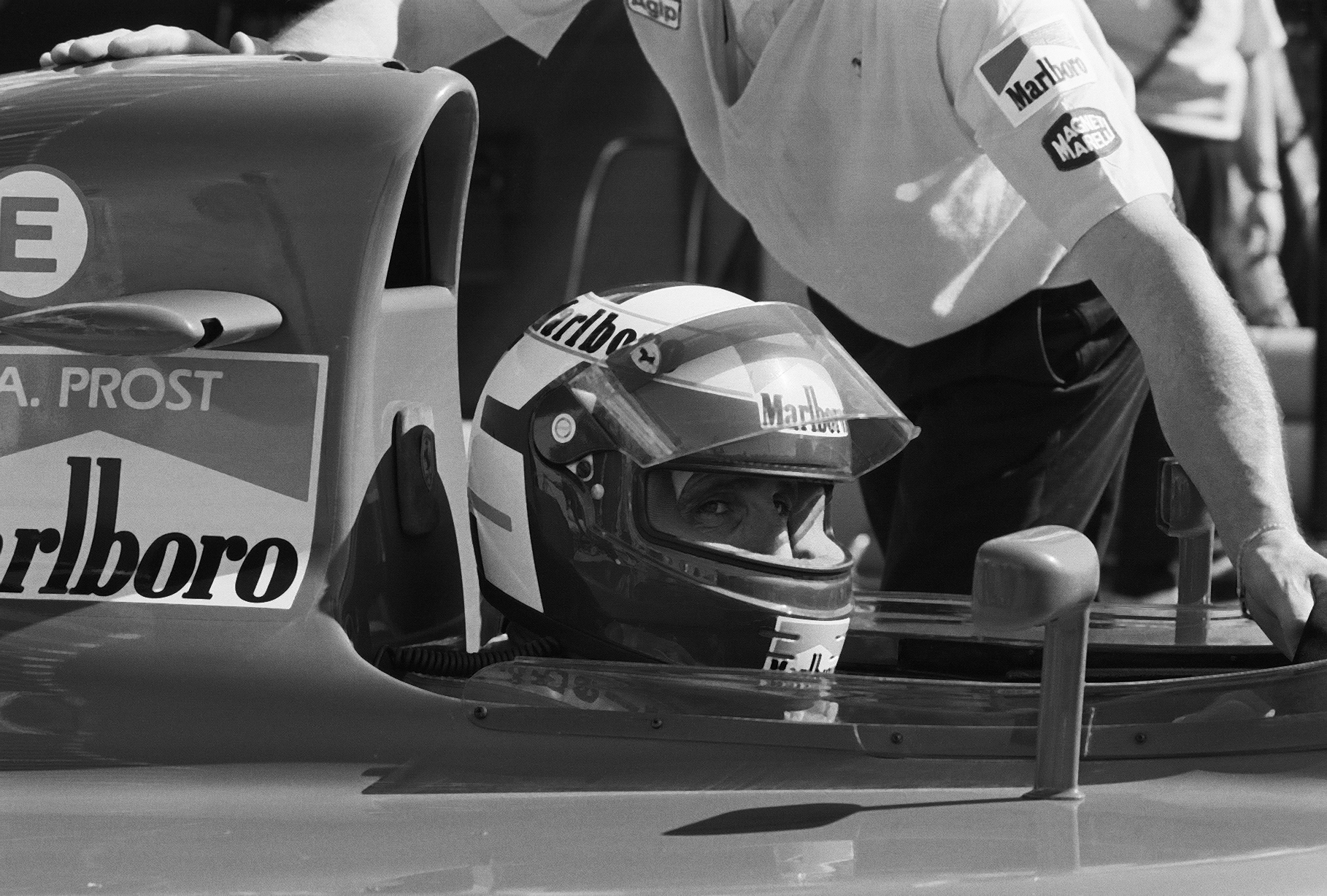
阿兰·普罗斯特於1991年一級方程式巡迴賽美國站

1991年，本年度法拉利車隊在開發上出現了嚴重的失誤，新車完全是一件失敗的作品，因此普罗斯特本年賽季的表現極為低迷，到了賽季末，普罗斯特對車隊的差勁表現感到不耐，和車隊關係嚴重惡化，普罗斯特不願意參加最後一場比賽而提前和車隊解約，離開了法拉利車隊。
本年度普罗斯特未能取得任何一座分站冠軍，年度排名落到第五名。本年賽季終了後，普罗斯特曾經試圖建立自己的車隊，但因故未能成行，因此他宣布暫時退出F1休息一年。

### 威廉姆斯車隊時代

#### 1993年
1993年，本年度普罗斯特加入了當時最強的威廉士車隊，普罗斯特在前十場比賽裡一口氣取得了七座分站冠軍，輕輕鬆鬆的大敗死對頭塞纳，奪得了他生涯第四座世界冠軍。
本年度葡萄牙站，普罗斯特發表了退休宣言。在最後一站澳大利亞站，普罗斯特和塞纳互相擁抱，兩人多年來的緊張關係，終於因為普罗斯特的退休，獲得了和解。

## 退役后

### 普罗斯特车队
離開賽場上後，普罗斯特在1997年收購了法國老牌車隊尼基爾車隊（Ligier F1 Team）改名為普罗斯特车队（Prost Grand Prix），在車隊組建的第一年，就獲得了21分的積分以及年度排名第六名的佳績，車隊前途相當被看好。
可惜普罗斯特隔年採行了「全法國車隊」的體制，寧可放棄穩定的無限本田（Mugen Honda）引擎，改用法國車廠標緻汽車（Peugeot）開發的引擎，結果車隊狀態急速滑落，隔年只取得了僅僅一分的悲慘成績。
由於成績慘跌，此後普罗斯特车队的財務狀況愈來愈吃緊，標緻汽車離去之後更是雪上加霜，掙扎到2001年終於不得不宣布破產，普罗斯特的「全法國車隊夢想」（連贊助商也必須是法國廠商，甚至寧願放棄願意提供資金援助的其他國家廠商），被認為是導致車隊走向絕路的主要原因。
車隊破產後，普罗斯特並未因此消沈，他仍然不斷的參加各種賽車活動，並且期待能有重返F1的一天。

### 电动方程式
2013年，普罗斯特加盟法国的DAMS车队，并组建e.dams车队征战电动方程式赛事。他担任车队领队。而他的儿子尼古拉斯·普罗斯特也在2014年成为车队车手，与塞巴斯蒂安·布埃米一起为车队效力。

### 雷诺车队
从2017年开始，普罗斯特重返一级方程式围场，受邀成为雷诺车队的特殊顾问，而在2019年他成为雷诺赛车运动部门的非执行总监。2022年1月，他从阿尔派车队离职。

## 歷年成績

### 与队友的比较
阿兰·普罗斯特的一级方程式职业生涯中，他的得分几乎比每一位队友都高，其中还有五位是世界冠军。只有两次例外，一次是他第一个赛季，由于手部受伤，他只参加了11轮比赛；另一次是1984年，一级方程式历史上最难分高下的锦标赛，仅以半分之差负于尼基‧勞達。在1988年世界杯中普罗斯特虽然比对手艾尔顿·塞纳（Ayrton Senna）得分高，但是由于比赛规则中的去掉最低分的规定，仅屈居于第二位。
| 赛季 | 阿兰·普罗斯特的积分 | 队友的积分 | 队友        |
| ---- | ------------------- | ---------- | ----------- |
| 1980 | 5                   | 6          | 约翰·威森   |
| 1981 | 43                  | 11         | 瑞內‧阿爾努 |
| 1982 | 34                  | 28         | 瑞內‧阿爾努 |
| 1983 | 57                  | 22         | 埃迪·西维尔 |
| 1984 | 71.5                | 72         | 尼基‧勞達   |
| 1985 | 76 (73)             | 14         | 尼基‧勞達   |
| 1986 | 74 (72)             | 22         | 罗斯伯格    |
| 1987 | 46                  | 30         | 乔安森      |
| 1988 | 105 (87)            | 94 (90)    | 艾尔顿·塞纳 |
| 1989 | 76 (81)             | 60         | 艾尔顿·塞纳 |
| 1990 | 73 (71)             | 37         | 文素        |
| 1991 | 34                  | 21         | 让·阿莱西   |
| 1993 | 99                  | 69         | 达蒙·希尔   |

附注：1991年以前的锦标赛不将所有积分考虑在内。最后成绩是去掉最差几次比赛成绩的得分情况。

### 比赛排名情况
| 賽季 | 車隊                                | 出賽 | 桿位 | 最快圈速 | 分站冠軍 | 頒獎台 | 積分 | 年度排名 |
| ---- | ----------------------------------- | ---- | ---- | -------- | -------- | ------ | ---- | -------- |
| 1980 | 迈凯伦车队（McLaren Ford Cosworth） | 11   | 0    | 0        | 0        | 0      | 5    | 第十五名 |
| 1981 | 雷诺车队（Renault）                 | 15   | 2    | 1        | 3        | 6      | 43   | 第五名   |
| 1982 | 雷诺车队（Renault）                 | 16   | 5    | 4        | 2        | 4      | 34   | 第四名   |
| 1983 | 雷诺车队（Renault）                 | 15   | 3    | 3        | 4        | 7      | 57   | 第二名   |
| 1984 | 迈凯伦车队（McLaren TAG Porsche）   | 16   | 3    | 3        | 7        | 9      | 71.5 | 第二名   |
| 1985 | 迈凯伦车队（McLaren TAG Porsche）   | 16   | 2    | 5        | 5        | 11     | 76   | 世界冠軍 |
| 1986 | 迈凯伦车队（McLaren TAG Porsche）   | 16   | 1    | 2        | 4        | 11     | 74   | 世界冠軍 |
| 1987 | 迈凯伦车队（McLaren TAG Porsche）   | 16   | 0    | 2        | 3        | 7      | 46   | 第四名   |
| 1988 | 迈凯伦车队（McLaren Honda）         | 16   | 2    | 7        | 7        | 14     | 105  | 第二名   |
| 1989 | 迈凯伦车队（McLaren Honda）         | 16   | 2    | 5        | 4        | 11     | 81   | 世界冠軍 |
| 1990 | 法拉利車隊(Ferrari)                 | 16   | 0    | 2        | 5        | 9      | 73   | 第二名   |
| 1991 | 法拉利車隊(Ferrari)                 | 14   | 0    | 1        | 0        | 5      | 34   | 第五名   |
| 1993 | 威廉士車隊 ( Williams Renault)      | 16   | 13   | 6        | 7        | 12     | 99   | 世界冠軍 |